# Sint Eustatius-i labdarúgó-válogatott
A Sint Eustatius-i labdarúgó-válogatott Sint Eustatius válogatottja, melyet a Sint Eustatius-i labdarúgó-szövetség (Sint Eustatius Football Association) irányít. A válogatott nem tagja a Nemzetközi Labdarúgó-szövetségnek, sem az Észak- és Közép-amerikai Labdarúgó-szövetségnek. Mivel nem tagja a FIFA-nak, a labdarúgó-világbajnokságok selejtezőin nem vehet részt.

## Nemzetközi mérkőzések listája
| Dátum              | Helyszín       |                | Ellenfél             | Eredmény   |            |
| ------------------ | -------------- | -------------- | -------------------- | ---------- | ---------- |
| 2010. Március 28.  | Saba           | Sint Eustatius | Saba                 | 1 – 1      | Barátságos |
| 2010. Március 28.  | Saba           | Sint Eustatius | Saba                 | 1 – 2      | Barátságos |
| 2010. Március 27.  | Saba           | Sint Eustatius | Saba                 | 1 – 2      | Barátságos |
| 2009. június 20.   | Sint Eustatius | Sint Eustatius | Saba                 | ismeretlen | Barátságos |
| 2009. június 20.   | Sint Eustatius | Sint Eustatius | Saba                 | ismeretlen | Barátságos |
| 2007.              | Sint Eustatius | Sint Eustatius | Saint Kitts és Nevis | 0 – 6      | Barátságos |
| 2006. Július 16.   | Saba           | Sint Eustatius | Saba                 | 5 – 5      | Barátságos |
| 2006. Július 15.   | Saba           | Sint Eustatius | Saba                 | 5 – 3      | Barátságos |
| 2004. December 11. | Sint Eustatius | Sint Eustatius | Anguilla             | 2 – 0      | Barátságos |
| 2004. április 6.   | Sint Eustatius | Sint Eustatius | Saba                 | 3 – 1      | Barátságos |